# 苍白镰玉螺
苍白镰玉螺:136（学名：Euspira pallida）是一個捕食性海螺的物種，屬於玉螺科镰玉螺属的一种腹足綱軟體動物:136。其种加词“pallida ”意为“淡色的”。

## 型態描述
殻長42 mm.

## 分佈
本物種主要分佈於歐洲海域，包括北海，北大西洋（從北極海到北美洲北卡羅萊納州海岸、波弗特海）。
但也見於中国大陆:135。

## 棲息地
棲息於0到2480米水深的海域。